# DNL 2024/25
Die Saison 2024/25 war die 25. Spielzeit der Deutschen Nachwuchsliga, der höchsten Nachwuchsliga im deutschen Eishockey, wobei seit 2018 alle U20-Nachwuchsligen des Deutschen Eishockey-Bundes die Bezeichnung „U20 DNL“ mit dem Zusatz der entsprechenden Division/Spielklasse tragen. Für die U20-Spielklassen waren in dieser Spielzeit Spieler der Altersjahrgänge 2005–2007 regulär spielberechtigt. Zusätzlich können maximal vier Spieler des Jahrgangs 2008 sowie unbeschränkt Spieler des Jahrgangs 2008 mit mindestens zehn U18-Länderspielen eingesetzt werden.
Deutscher U20 Eishockeymeister 2024/25 wurden die Jungadler Mannheim.

## Modus
Zur Saison 2023/24 wurde vom DEB ein neuer Modus für die U20- und U17-Spielklassen eingeführt.

## Findung A

### Teilnehmer

#### Gruppe A
- EV Landshut
- Krefelder EV 81
- Kölner Junghaie
- Jung-Eisbären Regensburg
- Jungadler Mannheim
- SC Bietigheim-Bissingen
- Augsburger EV
- EC Bad Tölz

#### Gruppe B
- Eisbären Juniors Berlin
- Düsseldorfer EG
- ERC Ingolstadt
- Schwenninger ERC
- ESV Kaufbeuren
- Starbulls Rosenheim
- ESC Dresden
- Iserlohner EC

### Evaluierungsrunde Gruppe A
| Platz | Mannschaft               | Spiele | S  | OTS | OTN | N  | Tore   | Punkte |
| ----- | ------------------------ | ------ | -- | --- | --- | -- | ------ | ------ |
| 1.    | Jungadler Mannheim       | 14     | 14 | 0   | 0   | 0  | 93:21  | 42     |
| 2.    | Kölner Junghaie          | 14     | 9  | 2   | 0   | 3  | 69:30  | 31     |
| 3.    | Krefelder EV 81          | 14     | 9  | 1   | 0   | 4  | 65:39  | 29     |
| 4.    | Jung-Eisbären Regensburg | 14     | 7  | 1   | 0   | 6  | 61:57  | 23     |
| 5.    | EV Landshut              | 14     | 3  | 2   | 1   | 8  | 33:54  | 14     |
| 6.    | SC Bietigheim-Bissingen  | 14     | 4  | 0   | 2   | 8  | 35:62  | 14     |
| 7.    | Augsburger EV            | 14     | 3  | 0   | 2   | 9  | 44:71  | 11     |
| 8.    | EC Bad Tölz              | 14     | 1  | 0   | 1   | 12 | 40:106 | 9      |

Erläuterungen:  = Top Division;  = Qualifikationsrunde 1

### Evaluierungsrunde Gruppe B
| Platz | Mannschaft              | Spiele | S | OTS | OTN | N  | Tore  | Punkte |
| ----- | ----------------------- | ------ | - | --- | --- | -- | ----- | ------ |
| 1.    | ERC Ingolstadt          | 14     | 7 | 3   | 1   | 3  | 70:49 | 28     |
| 2.    | ESV Kaufbeuren          | 14     | 7 | 2   | 1   | 4  | 62:51 | 26     |
| 3.    | Eisbären Juniors Berlin | 14     | 7 | 2   | 0   | 5  | 49:32 | 25     |
| 4.    | Iserlohner EC           | 14     | 7 | 1   | 2   | 4  | 49:47 | 25     |
| 5.    | Düsseldorfer EG         | 14     | 7 | 0   | 2   | 5  | 49:42 | 23     |
| 6.    | ESC Dresden             | 14     | 5 | 1   | 2   | 6  | 52:56 | 19     |
| 7.    | Starbulls Rosenheim     | 14     | 5 | 0   | 1   | 8  | 47:63 | 16     |
| 8.    | Schwenninger ERC        | 14     | 2 | 0   | 0   | 12 | 27:65 | 6      |

Erläuterungen:  = Top Division;  = Qualifikationsrunde 1

### Top Division
| Platz | Mannschaft               | Spiele | S  | OTS | OTN | N  | Tore   | Punkte |
| ----- | ------------------------ | ------ | -- | --- | --- | -- | ------ | ------ |
| 1.    | Jungadler Mannheim       | 28     | 22 | 1   | 0   | 5  | 171:57 | 68     |
| 2.    | Kölner Junghaie          | 28     | 19 | 1   | 1   | 7  | 147:76 | 60     |
| 3.    | Eisbären Juniors Berlin  | 28     | 17 | 3   | 3   | 5  | 128:76 | 60     |
| 4.    | ERC Ingolstadt           | 28     | 15 | 0   | 3   | 10 | 114:87 | 48     |
| 5.    | Krefelder EV 81          | 28     | 10 | 0   | 0   | 18 | 96:133 | 30     |
| 6.    | ESV Kaufbeuren           | 28     | 6  | 5   | 1   | 16 | 97:130 | 29     |
| 7.    | Jung-Eisbären Regensburg | 28     | 6  | 1   | 1   | 20 | 66:202 | 21     |
| 8.    | Iserlohner EC            | 28     | 4  | 2   | 4   | 18 | 85:143 | 20     |

Erläuterungen:  = Playoffs Top Division;  = Pre-Playoffs Top Division

### Qualifikationsrunde 1
| Platz | Mannschaft              | Spiele | S  | OTS | OTN | N  | Tore   | Punkte |
| ----- | ----------------------- | ------ | -- | --- | --- | -- | ------ | ------ |
| 1.    | Düsseldorfer EG         | 28     | 19 | 3   | 1   | 5  | 118:61 | 64     |
| 2.    | EV Landshut             | 28     | 17 | 1   | 0   | 10 | 113:88 | 53     |
| 3.    | ESC Dresden             | 28     | 13 | 3   | 2   | 10 | 101:94 | 47     |
| 4.    | Starbulls Rosenheim     | 28     | 11 | 4   | 0   | 13 | 92:93  | 41     |
| 5.    | Schwenninger ERC        | 28     | 11 | 0   | 4   | 13 | 82:94  | 37     |
| 6.    | SC Bietigheim-Bissingen | 28     | 10 | 2   | 2   | 14 | 91:99  | 36     |
| 7.    | Augsburger EV           | 28     | 8  | 1   | 3   | 16 | 80:107 | 29     |
| 8.    | EC Bad Tölz             | 28     | 8  | 1   | 3   | 16 | 77:118 | 29     |

Erläuterungen:  = Pre-Playoffs Top Division;  = Pre-Play-Downs Findung A

### Playoffs Top Division
In jeder Runde trat der verbleibende Beste der Hauptrunde gegen den verbleibenden Schlechtplatziertesten der Hauptrunde und der verbleibende Zweitbeste gegen den verbleibenden Zweitschlechtesten der Hauptrunde (usw.) an.

#### Playoff-Baum
| Viertelfinale | Viertelfinale      | Viertelfinale           |     |                         | Halbfinale | Halbfinale | Halbfinale |  |  | Finale | Finale | Finale |
|               |                    |                         |     |                         |            |            |            |  |  |        |        |        |
| 010           | Jungadler Mannheim | 3                       |     |                         |            |            |            |  |  |        |        |        |
| 8             | ESC Dresden        | 1                       |     |                         |            |            |            |  |  |        |        |        |
| 8             | ESC Dresden        | 1                       | 010 | Jungadler Mannheim      | 3          |            |            |  |  |        |        |        |
|               |                    |                         | 010 | Jungadler Mannheim      | 3          |            |            |  |  |        |        |        |
|               | 4                  | ERC Ingolstadt          | 0   |                         |            |            |            |  |  |        |        |        |
| 2             | 4                  | ERC Ingolstadt          | 0   | Kölner Junghaie         | 3          |            |            |  |  |        |        |        |
| 2             |                    |                         |     | Kölner Junghaie         | 3          |            |            |  |  |        |        |        |
| 7             | EV Landshut        | 2                       |     |                         |            |            |            |  |  |        |        |        |
| 7             | EV Landshut        | 2                       | 010 | Jungadler Mannheim      | 3          |            |            |  |  |        |        |        |
|               |                    |                         |     | Jungadler Mannheim      | 3          |            |            |  |  |        |        |        |
|               | 2                  | Kölner Junghaie         | 1   |                         |            |            |            |  |  |        |        |        |
| 3             | 2                  | Kölner Junghaie         | 1   | Eisbären Juniors Berlin | 3          |            |            |  |  |        |        |        |
| 3             |                    |                         |     | Eisbären Juniors Berlin | 3          |            |            |  |  |        |        |        |
| 6             | Iserlohner EC      | 0                       |     |                         |            |            |            |  |  |        |        |        |
| 6             | Iserlohner EC      | 0                       | 2   | Kölner Junghaie         | 3          |            |            |  |  |        |        |        |
|               |                    |                         | 2   | Kölner Junghaie         | 3          |            |            |  |  |        |        |        |
|               | 3                  | Eisbären Juniors Berlin | 2   |                         |            |            |            |  |  |        |        |        |
| 4             | 3                  | Eisbären Juniors Berlin | 2   | ERC Ingolstadt          | 3          |            |            |  |  |        |        |        |
| 4             |                    |                         |     | ERC Ingolstadt          | 3          |            |            |  |  |        |        |        |
| 5             | Krefelder EV 81    | 0                       |     |                         |            |            |            |  |  |        |        |        |

#### Pre-Playoffs
Die Spiele fanden zwischen dem 22. und 25. Februar 2025 im Modus Best-of-Three statt.
|                                        | Serie | 1                   | 2                   | 3                   |
| -------------------------------------- | ----- | ------------------- | ------------------- | ------------------- |
| Krefelder EV 81 – Starbulls Rosenheim  | 2:1   | 7:0 (4:0, 1:0, 2:0) | 4:5 (0:2, 0:2, 4:1) | 2:1 (0:0, 2:1, 0:0) |
| ESV Kaufbeuren – ESC Dresden           | 1:2   | 6:2 (0:1, 3:1, 3:0) | 2:3 (1:0, 0:1, 1:2) | 1:5 (0:0, 1:3, 0:2) |
| Jung-Eisbären Regensburg – EV Landshut | 0:2   | 2:7 (1:2, 1:4, 0:1) | 3:9 (1:1, 0:4, 2:4) | –                   |
| Iserlohner EC – Düsseldorfer EG        | 2:0   | 5:2 (2:0, 3:2, 0:0) | 4:2 (1:0, 2:0, 1:2) | –                   |

#### Viertelfinale
Die Spiele fanden zwischen dem 1. und 11. März 2025 im Modus Best-of-Five statt.
|                                         | Serie | 1                   | 2                              | 3                    | 4                   | 5                   |
| --------------------------------------- | ----- | ------------------- | ------------------------------ | -------------------- | ------------------- | ------------------- |
| Jungadler Mannheim – ESC Dresden        | 3:1   | 6:1 (0:0, 1:0, 5:1) | 1:4 (1:2, 0:0, 0:2)            | 10:1 (6:0, 2:0, 2:1) | 4:1 (1:0, 1:1, 2:0) | –                   |
| Kölner Junghaie – EV Landshut           | 3:2   | 5:2 (3:0, 1:1, 1:1) | 1:4 (0:1, 0:1, 1:2)            | 3:4 (2:2, 0:2, 1:0)  | 5:4 (0:1, 3:3, 2:0) | 3:2 (3:2, 0:0, 0:0) |
| Eisbären Juniors Berlin – Iserlohner EC | 3:0   | 9:3 (3:0, 3:0, 3:3) | 8:4 (4:1, 1:1, 3:2)            | 6:1 (0:0, 3:1, 3:0)  | –                   | –                   |
| ERC Ingolstadt – Krefelder EV 81        | 3:0   | 4:1 (0:0, 0:0, 4:1) | 3:2 n. V. (1:1, 1:1, 0:0, 1:0) | 4:2 (1:0, 2:1, 1:1)  | –                   | –                   |

#### Halbfinale
Die Spiele fanden zwischen dem 15. und 25. März 2025 im Modus Best-of-Five statt.
|                                           | Serie | 1                   | 2                   | 3                                   | 4                              | 5                   |
| ----------------------------------------- | ----- | ------------------- | ------------------- | ----------------------------------- | ------------------------------ | ------------------- |
| Jungadler Mannheim – ERC Ingolstadt       | 3:0   | 5:3 (1:1, 1:0, 3:2) | 3:0 (0:0, 1:0, 2:0) | 2:1 n. P. (0:0, 1:1, 0:0, 0:0, 1:0) | –                              | –                   |
| Kölner Junghaie – Eisbären Juniors Berlin | 3:2   | 3:2 (0:0, 1:2, 2:0) | 4:6 (1:4, 2:0, 1:2) | 6:0 (1:0, 1:0, 4:0)                 | 3:4 n. V. (2:1, 0:1, 1:1, 0:1) | 8:4 (2:2, 2:1, 4:1) |

#### Finale
Die Spiele fanden zwischen dem 29. März und 6. April 2025 im Modus Best-of-Five statt.
|                                      | Serie | 1                              | 2                              | 3                   | 4                   | 5 |
| ------------------------------------ | ----- | ------------------------------ | ------------------------------ | ------------------- | ------------------- | - |
| Jungadler Mannheim – Kölner Junghaie | 3:1   | 4:3 n. V. (0:1, 0:2, 3:0, 1:0) | 4:3 n. V. (0:1, 1:2, 2:0, 1:0) | 7:8 (1:2, 4:3, 2:3) | 3:2 (1:0, 2:0, 0:2) | – |

Damit sind die Jungadler Mannheim deutscher Meister der Altersklasse U20 2025.

### Play-Downs Findung A / Findung B

#### Pre-Play-Downs
Die Spiele fanden zwischen dem 22. und 23. Februar 2025 im Modus Best-of-Three statt.
|                                         | Serie | 1                              | 2                   | 3 |
| --------------------------------------- | ----- | ------------------------------ | ------------------- | - |
| Schwenninger ERC – EC Bad Tölz          | 0:2   | 2:3 n. V. (1:0, 0:1, 1:1, 0:1) | 2:8 (2:1, 0:1, 0:6) | – |
| SC Bietigheim-Bissingen – Augsburger EV | 0:2   | 4:5 n. V. (0:1, 3:1, 1:2, 0:1) | 2:6 (0:1, 2:3, 0:2) | – |

Damit sind der EC Bad Tölz und der Augsburger EV für die Findungsgruppe A 2025/26 qualifiziert. 

#### Play-Downs
Die Spiele fanden zwischen dem 1. und 9. März 2025 im Modus Best-of-Five statt.
|                                           | Serie | 1                   | 2                                   | 3                                   | 4                   | 5 |
| ----------------------------------------- | ----- | ------------------- | ----------------------------------- | ----------------------------------- | ------------------- | - |
| SC Bietigheim-Bissingen – ESV 03 Chemnitz | 3:0   | 8:0 (1:0, 4:0, 3:0) | 4:2 (0:1, 2:0, 2:1)                 | 2:1 n. P. (0:0, 1:1, 0:0, 0:0, 1:0) | –                   | – |
| Schwenninger ERC – Deggendorfer SC        | 3:1   | 4:1 (0:0, 1:0, 3:1) | 3:4 n. P. (0:1, 3:2, 0:0, 0,0, 0:1) | 4:0 (0:0, 2:0, 2:0)                 | 4:1 (0:1, 2:0, 2:0) | – |

Damit sind der SC Bietigheim-Bissingen und der Schwenninger ERC für die Findungsgruppe A 2025/26 qualifiziert. Der ESV Chemnitz und der Deggendorfer SC sind für die Findungsgruppe B 2025/26 qualifiziert.

## Findung B

### Teilnehmer
- ESV 03 Chemnitz
- EHC Grizzly Adams Wolfsburg
- EV Füssen
- Deggendorfer SC
- EHC 80 Nürnberg
- EJ Kassel
- SC Riessersee
- Löwen Frankfurt

### Tabelle
| Platz | Mannschaft                  | Spiele | S  | OTS | OTN | N  | Tore    | Punkte |
| ----- | --------------------------- | ------ | -- | --- | --- | -- | ------- | ------ |
| 1.    | ESV 03 Chemnitz             | 40     | 29 | 0   | 0   | 11 | 197:109 | 87     |
| 2.    | Deggendorfer SC             | 40     | 23 | 5   | 2   | 10 | 167:103 | 81     |
| 3.    | EV Füssen                   | 40     | 22 | 4   | 5   | 9  | 178:117 | 79     |
| 4.    | EHC 80 Nürnberg             | 40     | 21 | 3   | 4   | 12 | 147:123 | 73     |
| 5.    | EJ Kassel                   | 40     | 19 | 2   | 2   | 17 | 138:120 | 63     |
| 6.    | SC Riessersee               | 40     | 10 | 5   | 5   | 20 | 115:133 | 45     |
| 7.    | Löwen Frankfurt             | 40     | 7  | 3   | 2   | 28 | 87:190  | 29     |
| 8.    | EHC Grizzly Adams Wolfsburg | 40     | 5  | 2   | 4   | 29 | 82:216  | 23     |

Erläuterungen:  = Play-Downs Findung A / Findung B;  = Qualifikationsrunde 2

### Qualifikationsrunde 2
Die Teams auf den Plätzen 3–8 spielen mit den Siegern der Qualifikationsrunden 3 Nord (Moskitos Essen) und Süd (EHC Freiburg) Playoffs um die Qualifikation zur Findungsgruppe B 2025/26.

#### Viertelfinale
Die Spiele fanden zwischen dem 1. und 11. März 2025 im Modus Best-of-Five statt.
|                                         | Serie | 1                   | 2                   | 3                   | 4                   | 5                 |
| --------------------------------------- | ----- | ------------------- | ------------------- | ------------------- | ------------------- | ----------------- |
| EV Füssen – ESC Moskitos Essen          | 3:0   | 5:2 (2:1, 2:1, 1:0) | 3:0 (0:0, 1:0, 2:0) | 3:2 (1:0, 1:0, 1:2) | –                   | –                 |
| EHC 80 Nürnberg – EHC Freiburg          | 2:3   | 4:7 (2:2, 0:3, 2:2) | 4:3 (0:1,3:1,1:1)   | 6:0 (2:0, 1:0, 3:0) | 3:6 (0:2, 2:1, 1:3) | 4:6 (2:2,1:2,1:2) |
| EJ Kassel – EHC Grizzly Adams Wolfsburg | 3:0   | 7:3 (3:1, 1:1 3:1)  | 6:1 (2:0, 2:0, 2:1) | 6:2 (2:0,1:1,3:1)   | –                   | –                 |
| SC Riessersee – Löwen Frankfurt         | 3:1   | 6:3 (2:0,1:2,3:1)   | 3:4 (2:3,0:1,1:0)   | 6:1 (0:1, 2:0, 4:0) | 5:4 (0:1, 5:2, 0:1) | –                 |

Damit sind der EV Füssen, EHC Freiburg (Aufsteiger), EJ Kassel und SC Riessersee für die Findungsgruppe B 2025/26 qualifiziert. Die Verlierer der Viertelfinals spielen Play-downs um 2 verbliebene Plätze in der Findungsgruppe B 2025/26.

#### Halbfinale
Die Spiele fanden zwischen dem 15. und 26. März 2025 im Modus Best-of-Five statt.
|                           | Serie | 1                   | 2                              | 3                              | 4                   | 5                   |
| ------------------------- | ----- | ------------------- | ------------------------------ | ------------------------------ | ------------------- | ------------------- |
| EV Füssen – EHC Freiburg  | 3:0   | 3:2 (1:2, 1:0, 1:0) | 2:1 n. V. (1:1, 0:0, 0:0, 1:0) | 4:1 (1:0, 2:1, 1:0)            | –                   | –                   |
| EJ Kassel – SC Riessersee | 2:3   | 3:1 (1:0, 2:0, 0:1) | 3:1 (2:1, 0:0, 1:0)            | 2:3 n. V. (1:0, 0:2, 1:0, 0:1) | 0:5 (0:1, 0:1, 0:3) | 0:4 (0:1, 0:2, 0:1) |

#### Finale
Die Spiele fanden zwischen dem 29. März und 5. April 2025 im Modus Best-of-Five statt.
|                           | Serie | 1                   | 2                   | 3                                   | 4 | 5 |
| ------------------------- | ----- | ------------------- | ------------------- | ----------------------------------- | - | - |
| EV Füssen – SC Riessersee | 3:0   | 4:2 (1:1, 1:0, 2:1) | 2:0 (1:0, 0:0, 1:0) | 3:2 n. P. (1:0, 0:2, 1:0, 0:0, 1:0) | – | – |

Damit ist der EV Füssen Sieger der Playoffs Qualifikationsrunde 2 2024/25.

### Play-downs
Die Spiele fanden zwischen dem 15. und 23. März 2025 im Modus Best-of-Five statt.
|                                               | Serie | 1                   | 2                   | 3                        | 4                              | 5 |
| --------------------------------------------- | ----- | ------------------- | ------------------- | ------------------------ | ------------------------------ | - |
| EHC 80 Nürnberg – ESC Moskitos Essen          | 3:0   | 7:3 (2:0, 4:3, 1:0) | 7:2 (3:1, 0:0, 4:1) | 7:2 (4:0, 2:0, 1:2)      | –                              | – |
| Löwen Frankfurt – EHC Grizzly Adams Wolfsburg | 3:1   | 5:2 (2:1, 2:0, 1:1) | 4:3 (2:1, 0:0, 2:2) | 2:6 (1:0, 0:2, 1:0, 0:1) | 3:2 n. V. (0:2, 1:0, 1:0, 1:0) | – |

Damit sind der EHC 80 Nürnberg und die Löwen Frankfurt für die Findungsgruppe B 2025/26 qualifiziert. Die Moskitos Essen und der EHC Grizzly Adams Wolfsburg (Absteiger) spielen 2025/26 in der Qualifikationsrunde 3 Nord.

## Qualifikationsrunde 3 Nord

### Teilnehmer
- EV Duisburg
- ESC Moskitos Essen
- Crocodiles im FTV HH
- EHC Erfurt
- REV Bremerhaven
- RT Bad Nauheim
- SSC Adler Berlin

### Tabelle
| Platz | Mannschaft           | Spiele | S  | OTS | OTN | N  | Tore    | Punkte |
| ----- | -------------------- | ------ | -- | --- | --- | -- | ------- | ------ |
| 1.    | ESC Moskitos Essen   | 30     | 24 | 2   | 0   | 4  | 211:80  | 76     |
| 2.    | EHC Erfurt           | 30     | 21 | 2   | 1   | 6  | 149:58  | 68     |
| 3.    | EV Duisburg          | 30     | 18 | 2   | 3   | 7  | 146:86  | 61     |
| 4.    | REV Bremerhaven      | 30     | 13 | 3   | 1   | 13 | 139:133 | 46     |
| 5.    | RT Bad Nauheim       | 30     | 6  | 3   | 1   | 20 | 111:188 | 25     |
| 6.    | SSC Adler Berlin     | 30     | 6  | 0   | 3   | 21 | 93:232  | 21     |
| 7.    | Crocodiles im FTV HH | 30     | 4  | 1   | 4   | 21 | 97:169  | 18     |

Erläuterungen:  = Qualifikationsrunde 2;  = Playoffs Qualifikationsrunde 3 Nord

### Playoffs Qualifikationsrunde 3 Nord

#### Viertelfinale
Die Spiele fanden zwischen dem 1. und 8. März 2025 im Modus Best-of-Three statt.
|                                        | Serie | 1                   | 2                   | 3                   |
| -------------------------------------- | ----- | ------------------- | ------------------- | ------------------- |
| REV Bremerhaven – Crocodiles im FTV HH | 2:1   | 3:2 (0:1, 0:1, 3:0) | 4:9 (2:4, 0:3, 2:2) | 4:1 (2:0, 0:1, 2:0) |
| RT Bad Nauheim – SSC Adler Berlin      | 2:0   | 4:2 (1:1, 1:0, 2:1) | 5:2 (0:1, 3:0, 2:1) | –                   |

#### Halbfinale
Die Spiele fanden zwischen dem 15. und 16. März 2025 im Modus Best-of-Three statt.
|                               | Serie | 1                   | 2                   | 3 |
| ----------------------------- | ----- | ------------------- | ------------------- | - |
| EHC Erfurt – RT Bad Nauheim   | 2:0   | 7:0 (1:0, 1:0, 5:0) | 8:0 (1:0, 3:0, 4:0) | – |
| EV Duisburg – REV Bremerhaven | 2:0   | 9:3 (0:1, 4:0, 5:2) | 5:3 (2:1, 2:1, 1:1) | – |

#### Finale
Die Spiele fanden zwischen dem 22. und 29. März 2025 im Modus Best-of-Three statt.
|                          | Serie | 1                   | 2                                   | 3                   |
| ------------------------ | ----- | ------------------- | ----------------------------------- | ------------------- |
| EHC Erfurt – EV Duisburg | 1:2   | 5:4 (2:1, 2:2, 1:1) | 4:5 n. P. (1:1, 0:1, 3:2, 0:0, 0:1) | 1:4 (0:0, 0:3, 1:1) |

Damit ist der EV Duisburg Sieger der U20 Qualifikationsrunde 3 Nord Playoffs 2024/25.

## Qualifikationsrunde 3 Süd

### Teilnehmer
- VER Selb
- EV Ravensburg
- Mannheimer ERC
- EC Peiting
- 1. EV Weiden
- EHC Klostersee
- HC Landsberg Riverkings
- EHC Freiburg

### Tabelle
| Platz | Mannschaft              | Spiele | S  | OTS | OTN | N  | Tore    | Punkte |
| ----- | ----------------------- | ------ | -- | --- | --- | -- | ------- | ------ |
| 1.    | EHC Freiburg            | 28     | 21 | 2   | 1   | 4  | 133:65  | 68     |
| 2.    | EV Ravensburg           | 28     | 17 | 3   | 0   | 8  | 120:88  | 57     |
| 3.    | Mannheimer ERC          | 28     | 16 | 2   | 4   | 6  | 123:91  | 56     |
| 4.    | 1. EV Weiden            | 28     | 9  | 4   | 4   | 11 | 115:108 | 39     |
| 5.    | HC Landsberg Riverkings | 28     | 11 | 1   | 1   | 15 | 93:110  | 36     |
| 6.    | EHC Klostersee          | 28     | 9  | 1   | 3   | 15 | 99:117  | 32     |
| 7.    | VER Selb                | 28     | 5  | 4   | 3   | 16 | 74:124  | 26     |
| 8.    | EC Peiting              | 28     | 7  | 0   | 1   | 20 | 91:145  | 22     |

Erläuterungen:  = Qualifikationsrunde 2;  = Playoffs Qualifikationsrunde 3 Süd

### Playoffs Qualifikationsrunde 3 Süd

#### Viertelfinale
Die Spiele fanden zwischen dem 1. und 8. März 2025 im Modus Best-of-Three statt.
|                                          | Serie | 1                   | 2                              | 3                   |
| ---------------------------------------- | ----- | ------------------- | ------------------------------ | ------------------- |
| 1. EV Weiden – VER Selb                  | 2:0   | 4:2 (1:1, 1:1, 2:0) | 5:3 (0:3, 3:0, 2:0)            | –                   |
| HC Landsberg Riverkings – EHC Klostersee | 2:1   | 8:3 (2:0, 0:1, 6:2) | 3:4 n. V. (2:2, 1:1, 0:0, 0:1) | 7:2 (2:0, 1:1, 4:1) |

#### Halbfinale
Die Spiele fanden zwischen dem 15. und 22. März 2025 im Modus Best-of-Three statt.
|                                         | Serie | 1                   | 2                              | 3                   |
| --------------------------------------- | ----- | ------------------- | ------------------------------ | ------------------- |
| EV Ravensburg – HC Landsberg Riverkings | 2:0   | 6:2 (2:0, 3:1, 1:1) | 3:1 (1:0, 2:1, 0:0)            | –                   |
| Mannheimer ERC – 1. EV Weiden           | 2:1   | 6:1 (0:0, 4:1, 2:0) | 3:4 n. V. (1:0, 0:3, 2:0, 0:1) | 6:4 (2:0, 3:1, 1:3) |

#### Finale
Die Spiele fanden zwischen dem 29. März und 1. April 2025 im Modus Best-of-Three statt.
|                                | Serie | 1                   | 2                   | 3                   |
| ------------------------------ | ----- | ------------------- | ------------------- | ------------------- |
| EV Ravensburg – Mannheimer ERC | 1:2   | 6:1 (4:1, 0:0, 2:0) | 3:4 (1:3, 1:0, 1:0) | 1:6 (0:2, 1:2, 0:2) |

Damit ist der Mannheimer ERC Sieger der U20 Qualifikationsrunde 3 Süd Playoffs 2024/25.